# Федеральное агентство по управлению государственным имуществом
Федеральное агентство по управлению государственным имуществом (Росимущество) — федеральный орган исполнительной власти, осуществляющий функции по управлению федеральным имуществом, в том числе в области земельных отношений, функции по оказанию государственных услуг и правоприменительные функции в сфере имущественных отношений. Положение о Росимуществе утверждено постановлением Правительства Российской Федерации от 05.06.2008 № 432.
Официальный адрес: Россия, г. Москва, ЦАО, Тверской р-н, Никольский пер., д. 9. Кроме того, часть центрального аппарата располагается по адресам: Россия, г. Москва, Рыбный пер., д. 3, ул. Гиляровского д. 31, Ермолаевский пер., д. 3.
Росимущество находится в ведении Министерства финансов Российской Федерации.

## История
Государственный комитет РСФСР по управлению имуществом (ГКИ РСФСР, Госкомимущество) был образован в июле 1990 года. Он осуществлял полномочия собственника в отношении предприятий, принадлежавших РСФСР. С ноября 1991 г. по ноябрь 1994 г. это ведомство возглавлял А. Б. Чубайс. С 21 января 1991 года, после утверждения постановления Совета Министров РСФСР «Вопросы государственного комитета РСФСР по управлению государственным имуществом», определявшего задачи и функции ГКИ РСФСР, комитет начал организовывать работу по разграничению федеральной собственности, собственности республик, входящих в состав РСФСР, автономных областей, автономных округов, краёв, а также муниципальной собственности.
26 декабря 1991 года вышел указ Президента Российской Федерации «Об ускорении приватизации государственных и муниципальных предприятий», утверждавший первую программу приватизации. Госкомимущество стало главным органом, осуществлявшим эту программу, а также последующие программы приватизации.
В 1997 году Государственный комитет Российской федерации по управлению имуществом был преобразован в Министерство государственного имущества Российской Федерации (Мингосимущество России).
В мае 2000 года Мингосимущество России было преобразовано в Министерство имущественных отношений Российской Федерации (Минимущество России).
В мае 2004 года Минимущество России было преобразовано в Федеральное агентство по управлению федеральным имуществом (Росимущество).
В мае 2008 года было принято решение о ликвидации Российского фонда федерального имущества и возложении его полномочий на Росимущество. Именно тогда полное наименование ведомства стало нынешним.

## Компетенция
Основными функциями Росимущества в пределах установленных полномочий являются:
- проведение единой государственной политики в области имущественных и земельных отношений;
- осуществление полномочий собственника в пределах и в порядке, определённых федеральным законодательством, в отношении имущества федеральных государственных унитарных предприятий и государственных учреждений (за исключением полномочий собственника, которые в соответствии с законодательством Российской Федерации осуществляют иные федеральные агентства), акций (долей) акционерных (хозяйственных) обществ и иного имущества, составляющего казну Российской Федерации, а также полномочий по изъятию у учреждений и казённых предприятий излишнего, неиспользуемого либо используемого не по назначению федерального недвижимого имущества, передаче федерального имущества физическим и юридическим лицам, приватизации (отчуждению) федерального имущества;
- разграничение государственной собственности, в том числе на землю, на собственность Российской Федерации, собственность субъектов Российской Федерации и собственность муниципальных образований;
- осуществление полномочий собственника имущества должника — федерального государственного унитарного предприятия при проведении процедур банкротства;
- защита имущественных и иных прав и законных интересов Российской Федерации при управлении федеральным имуществом и его приватизации на территории Российской Федерации и за рубежом;
- осуществление учёта федерального имущества и ведение реестра федерального имущества.

## Деятельность
Согласно ежегодному отчёту Федерального агентства по управлению государственным имуществом, Росимущество реализовало за 2024 год арестованного имущества на сумму 21,1 млрд рублей. В 2023 году всеми органами Росимущества было реализовано арестованного имущества на 20,4 млрд рублей.

## Структура
Росимущество имеет следующую структуру агентства:
- Управление государственной службы, кадров и контроля деятельности территориальных органов
- Управление земельных отношений
- Управление имущества государственной казны
- Управление имущества со специальными режимами обращения
- Управление имущества федеральных органов власти и организаций в сфере обороны и безопасности
- Управление имущественных отношений и приватизации крупнейших организаций
- Управление инвестиционных отношений
- Управление информационной политики, делопроизводства и архива
- Управление корпоративных технологий
- Управление обеспечения деятельности и организации торгов
- Управление организации оценки федерального имущества
- Управление организаций промышленного комплекса
- Управление отраслевых организаций и зарубежной собственности
- Управление правового обеспечения и судебной защиты
- Управление реестра федерального имущества
- Управление реструктуризации государственных организаций и управления приватизируемыми активами
- Управление цифрового развития
- Финансово-экономическое управление
- Экспертно-аналитическое управление

## Подведомственные организации
- ФГБУ «Федеральный медицинский центр» Росимущества (Федеральное государственное бюджетное учреждение «Федеральный медицинский центр» Федерального агентства по управлению государственным имуществом)
- ФГБУ «ДОД Росимущества» (Федеральное государственное бюджетное учреждение «Дирекция по обеспечению деятельности Федерального агентства по управлению государственным имуществом»)
- Базовая кафедра управления государственным и муниципальным имуществом РАНХиГС (Федеральное государственное бюджетное образовательное учреждение высшего образования «Российская академия народного хозяйства и государственной службы при Президенте Российской Федерации»)
- Научно-образовательный центр «Управление государственным и муниципальным имуществом» РАНХиГС (ФГБОУ ВО «РАНХиГС»)
- ФГУП «Дирекция по инвестиционной деятельности» (Федеральное государственное унитарное предприятие «Дирекция по инвестиционной деятельности»)

## Руководители
- 21 ноября 1990 — ноябрь 1991 — Михаил Дмитриевич Малей[3]
- 10 ноября 1991 — 5 ноября 1994 — Анатолий Борисович Чубайс[3]
- 15 ноября 1994 — 24 января 1995 — Владимир Павлович Полеванов[3]
- 8 февраля 1995 — 10 января 1996 — Сергей Георгиевич Беляев[3]
- 25 января — 19 июля 1996 — Александр Иванович Казаков[3]
- 12 сентября 1996 — 13 августа 1997 — Альфред Рейнгольдович Кох[3]
- 13 августа — 15 ноября 1997 — Максим Владимирович Бойко
- 18 ноября 1997 — январь 1999 — Фарит Рафикович Газизуллин (с 18 ноября по 20 декабря в статусе и. о.)[4]
- январь — 10 марта 1999 — Александр Арнольдович Браверман (временно исполняющий обязанности)[4]
- 10 марта 1999 — 24 февраля 2004 — Фарит Рафикович Газизуллин[4]
- март 2004 — 25 мая 2008 — Валерий Львович Назаров
- 26 мая 2008 — декабрь 2011 — Юрий Александрович Петров (ранее возглавлявший РФФИ)[5][6]
- декабрь 2011 — 28 июня 2012 — Глеб Сергеевич Никитин (и. о.)[7]
- 29 июня 2012 — 12 апреля 2016 — Ольга Константиновна Дергунова[8][9]
- 20 апреля 2016 — 21 декабря 2018 — Дмитрий Владимирович Пристансков[10][11].
- 21 декабря 2018 года — по н.в. — Вадим Владимирович Яковенко (бывший руководитель московского управления СКР[12])[13].